# Pehr-Olof Sirén

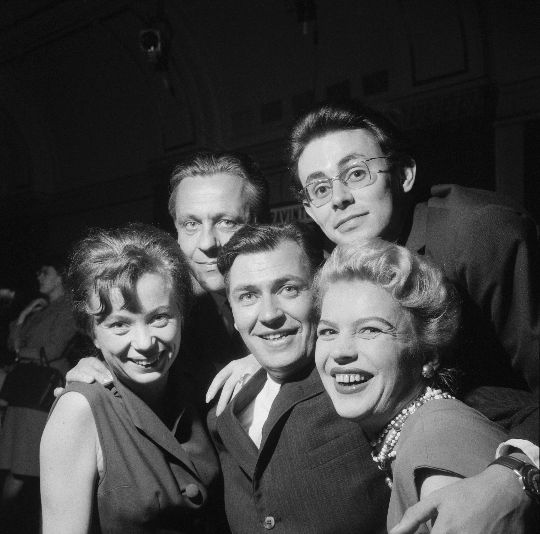
Teatro Arena-Jurkka en 1960. De izq. a der.: Ritva Nuutinen, Pehr-Olof Sirén, Sakari Jurkka, Seppo Haukijärvi y Tuija Halonen

Pehr-Olof Sirén (10 de enero de 1923 – 24 de noviembre de 1986), también conocido como Per Siren y Per-Olof Siren, y apodado Pärre, fue un actor teatral, cinematográfico y televisivo finlandés. 

## Biografía
Su nombre completo era Pehr-Olof Alfred Sirén, y nació en Porvoo, Finlandia, siendo sus padres Johan Sirén, un panadero, y Anna Dahlström. Sirén estudió un tiempo en la Universidad de Helsinki, trabajando como periodista en Uusimaa y como corresponsal del periódico Hufvudstadsbladet. 
En el año 1941 Sirén colaboró en la fundación del Teatro en tiempo de Guerra Aunuksen Teatteri. Sirén ingresó en el Lilla Teatern en 1945, trabajando en el mismo hasta 1947, siendo después director en el Porvoo Näyttämö (1947–1949 y 1951–1954) y en el Mikkeli Teatteri (1949–1951), y actor en el Teatteri Jurkka (1954–1960). Actuó también en el Intimiteatteri en 1960–1962, tras lo cual empezó a trabajar en el teatro televisivo, ocupación que cumplió hasta 1981.
Sirén hizo una treintena de papeles cinematográficos entre 1954 y 1986, casi siempre de reparto. En sus primeros años actuó en algunas cintas de Aarne Tarkas, y más tarde en las películas de la serie dedicada al Comisario Palmu Kaasua, komisario Palmu! (1961) y Vodkaa, komisario Palmu (1969). Sin embargo, Sirén fue conocido por su trabajo en películas de Maunu Kurkvaara como Patarouva (1959), Rottasota (1968), Rakas... (1961), Yksityisalue (1962), Kielletty kirja (1965), Miljoonaliiga (1968) y Kujanjuoksu (1971). Su última película, Perhosen uni (1986), fue también realizada por Kurkvaara.
Además de los anteriores, Sirén actuó en películas de directores como John Huston (La carta del Kremlin, 1970, rodada en Finlandia), Mika Kaurismäki (Arvottomat, 1982), y Spede Pasanen (Kahdeksas veljes en 1971, Koeputkiaikuinen ja Simon enkelit en 1979 y Lentävät luupäät en 1984). Algunas de las interpretaciones del actor fueron rodadas en su lengua materna, el sueco.
Sirén tuvo también una fecunda actividad televisiva, participando en variadas producciones, entre ellas el telefilm Martinin rikos (1980).
Pehr-Olof Sirén falleció en  Helsinki, Finlandia, en el año 1986, a los 63 años de edad. Estuvo casado con Kaisa Anttila, farmacéutica, entre 1944 y 1962 y, tras enviudar, se casó con la actriz Anja Pohjola en 1963. El matrimonio interpretó el papel de suegros de Uuno Turhapuro en la película Professori Uuno D. G. Turhapuro (1975). En 1945 nació su hija Isa, la cual es madre del actor y cantante Janus Hanski y de las cantantes Anna Hanski y Pinja Hanski.

## Filmografía
- 1954 : Mä oksalla ylimmällä
- 1959 : Patarouva
- 1961 : Kaasua, komisario Palmu!
- 1963 : Sissit
- 1964 : Harha-askel
- 1965 : Kielletty kirja
- 1968 : Mustaa valkoisella
- 1968 : Miljoonaliiga
- 1971 : Kujanjuoksu
- 1975 : Professori Uuno D.G. Turhapuro
- 1978 : Slumrande toner fjärran ur tiden
- 1986 : Perhosen uni